# Francesco Ragonesi
Francesco Ragonesi (Bagnaia, 21 december 1850 - Poggio a Caiano, 14 september 1931) was een Italiaans geestelijke en kardinaal van de Rooms-Katholieke Kerk.
Ragonesi bezocht het seminarie van Viterbo en studeerde vervolgens aan het Pauselijk Athenaeum San Apollinare in Rome, waar hij promoveerde in de theologie en de beide rechten. Na zijn priesterwijding werkte hij in de zielzorg in het bisdom Viterbo. Hij was ook hoogleraar kerkgeschiedenis en Bijbelexegese aan het seminarie. Hij was de canonicus van het kapittel van de Dom van Viterbo. Van 1885 tot 1904 was hij vicaris-generaal van het bisdom. In 1889 was hij door paus Leo XIII al benoemd tot huisprelaat. In 1904 trad hij in dienst bij het Staatssecretariaat van de Heilige Stoel. Hij werd delegaat in Colombia. In september van dat jaar werd hij benoemd tot titulair aartsbisschop van Mira. Hij werd tot bisschop gewijd door kardinaal-staatssecretaris Rafael Merry del Val. In 1913 werd hij apostolisch nuntius in Spanje, waar hij tot 1921 zou blijven.
Paus Benedictus XV creëerde hem kardinaal in het consistorie van 7 maart 1921. De San Marcello al Corso werd zijn titeldiakonie. Kardinaal Ragonesi nam deel aan het conclaaf van 1922 dat leidde tot de verkiezing van Achille kardinaal Ratti, die de naam Pius XI aannam. Hij werd in 1926 benoemd tot prefect van de Hoogste Rechtbank van de Apostolische Signatuur en in 1927 tot camerlengo van het College van Kardinalen.
Hij overleed in het moederhuis van de Zusters van het Heilig Hart van Jezus in Poggio a Caiano, waar hij zich om gezondheidsredenen had teruggetrokken. Zijn lichaam werd in eerste instantie begraven op Campo Verano. Later werd zijn as in een urn bijgezet in de kapel van het naar hem vernoemde Liceo Scientifico Cardinal Ragonesi in Viterbo.
- Biblioteca Nacional de España: XX1408090
- Bibliothèque nationale de France: cb14978421q (data)
- Gemeinsame Normdatei: 1137117559
- International Standard Name Identifier: 0000 0000 6144 7691
- Virtual International Authority File: 87166645
- WorldCat: E39PBJgMxddvkP4WwTp6WYGrbd